# Морсилья

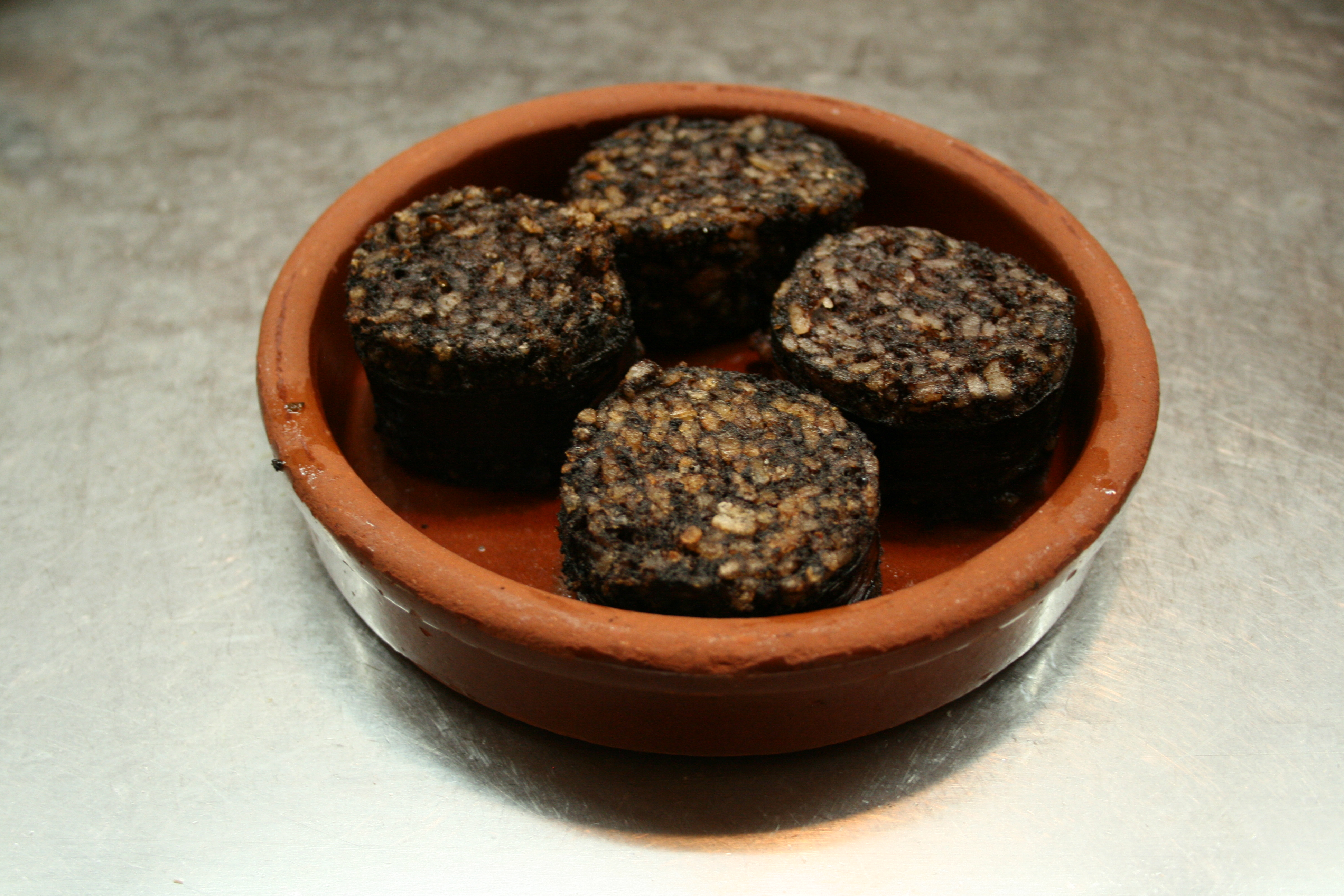
Бургосская морсилья

Морси́лья (исп. morcilla) — испанская кровяная колбаса. Существует несколько региональных рецептов приготовления морсильи. Наиболее известными являются бургосская морсилья (исп. morcilla de Burgos), которую готовят из свиной крови, свиного мяса, жира, лука и риса, а также зелёная морсилья (исп. morcilla de verduras), где вместо риса добавляют лук-порей. На Канарских островах готовят сладкую морсилью (исп. morcilla dulce) с добавлением изюма, миндаля и корицы. Морсилья встречается также в кухнях других испаноязычных стран.
Морсилью готовят на гриле, жарят, добавляют в фасолевый, нутовый или чечевичный супы и паэлью и подают как тапас.